# Zamarada rhodina
Zamarada rhodina är en fjärilsart som beskrevs av Pierre-baltus 1983. Zamarada rhodina ingår i släktet Zamarada och familjen mätare. Inga underarter finns listade i Catalogue of Life.